# Opel Rekord C
La Rekord C è un'autovettura di fascia medio-alta prodotta dal 1966 al 1971 dalla Casa automobilistica tedesca Opel.

## Storia e profilo
Con oltre 1,2 milioni di esemplari prodotti in poco più di cinque anni, si ritiene la Rekord C come la più venduta fra le Opel Rekord, grazie ad un design azzeccato e a contenuti tecnici finalmente aggiornati e al passo con la concorrenza. Tuttavia, ciò dipende da come si considera la produzione della Rekord E, spesso suddivisa in due sottoserie siglate E1 ed E2. Infatti, se si considera la E2 come un semplice restyling della E1 e si considera la storia delle due sottoserie come un tutt'uno, la produzione della Rekord E supera di slancio gli 1,4 milioni di esemplari prodotti. Sia come sia, la Rekord C rimane uno dei modelli più significativi nella storia della Opel Rekord.

### Genesi del modello
Il progetto relativo alla Rekord C fu avviato nel 1963, in concomitanza con il lancio della Rekord A: nelle intenzioni iniziali dei vertici Opel, il progetto appena avviato avrebbe dovuto dare origine all'erede della Rekord A, tecnicamente troppo antiquata rispetto alla concorrenza e quindi poco competitiva. Il progetto avrebbe dovuto concretizzarsi in tempi brevi, poiché era già in fase avanzata il progetto relativo alla nuova gamma di motori che avrebbe dovuto equipaggiare la nuova vettura. In realtà vi furono dei ritardi nello sviluppo di altre parti del progetto, ragion per cui si arrivò alla necessità di realizzare un modello di transizione: la Rekord B venne così introdotta nel 1965, un ibrido fra la carrozzeria ed il telaio della Rekord A ed i motori della vettura in fase di ultimazione. In pratica, la vera Rekord B avrebbe dovuto essere quella ancora in fase di sviluppo, ma il suo lancio fu ritardato di un anno. Quanto alla Rekord B effettivamente lanciata, la sua commercializzazione durò appena poco più di un anno, durante il quale il progetto maturò e prese forma sotto tutti i punti di vista, anche quello stilistico. Il disegno della carrozzeria della futura Rekord C vide la partecipazione di due team di designer della Opel, ognuno con una propria proposta di stile. Da una parte vi fu quella di Herbert Killmer (futuro autore delle linee delle Rekord D ed E), che propose una berlina a tre volumi classica dalla linee tese e squadrate, mentre dall'altra vi fu l'équipe di Erhard Schnell (autore delle linee della futura Opel GT), che propose invece una berlina, sempre classica a tre volumi, ma con linee più morbide e flessuose, specie nella zona della linea di cintura. Fu quest'ultima proposta ad essere accettata dai vertici Opel. Va comunque anche detto che fin dall'inizio fu comunque lo stato maggiore della General Motors a fornire indicazioni precise su dove prendere gli spunti di partenza da cui realizzare le forme della futura berlina. In particolare, il direttivo GM impose la Chevrolet Chevelle come fonte di ispirazione per la futura Rekord C.
Nel frattempo, si cercò di migliorare i contenuti tecnici e di renderli più moderni, in modo da distaccarsi ulteriormente da quella serie di soluzioni attuate fino a quel momento e che non rendevano giustizia a modelli, come le Rekord A e B, che comunque riuscirono a ritagliarsi una discreta fetta di mercato nel periodo della loro commercializzazione.
Si giunse così all'estate del 1966, quando il progetto lanciato nel 1963 e diretto da Hans Mersheimer si concretizzò finalmente nella Rekord C. La produzione fu avviata l'8 agosto 1966, mentre la presentazione alla stampa vi fu il 23 dello stesso mese.

#### Design esterno ed interno

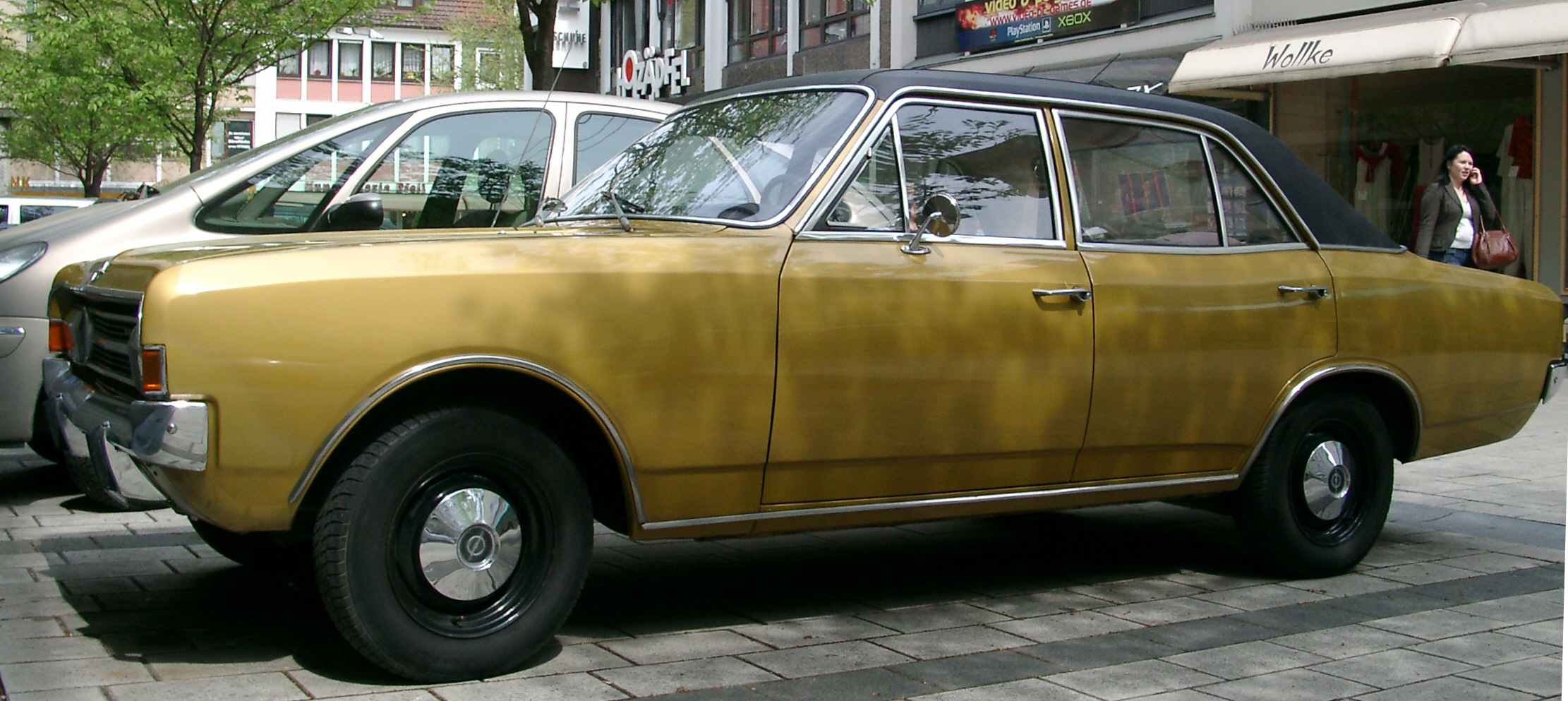
La linea di fiancata di una Rekord C

Pur essendo apparentemente accomunata alla Rekord B dal punto di vista stilistico, la Rekord C fu in realtà un progetto completamente nuovo sia sul piano stilistico che su quello tecnico. Il frontale a proiettori rettangolari, che riprese il tema già introdotto con la Rekord B, venne ristilizzato in chiave più moderna e fu probabilmente questo l'aspetto stilistico che accomunava maggiormente i due modelli, anche se comunque si trattò anche in questo caso di un lavoro partito da un foglio bianco. Per il resto, la vettura fu completamente nuova: il disegno approvato dai vertici Opel e GM, opera dell'équipe di Erhard Schnell, convinse tutti principalmente per la vista laterale, resa più fluida dall'andamento "a onda" della sua linea di cintura, una soluzione stilistica che in più di uno, dopo la presentazione alla stampa, non esitò ad accomunare alla forma della bottiglia di Coca Cola. Tale soluzione, ripresa dalla linea di cintura della Chevelle del 1964, sarebbe stata poi utilizzata anche in altri modelli del gruppo GM e fu un tema stilistico che presso il colosso statunitense venne largamente impiegato in quel decennio per caratterizzare le forme delle proprie muscle-cars. La coda poté essere resa più spiovente e più dinamica sfruttando proprio l'andamento della linea di cintura nella zona posteriore della fiancata, che raggiungeva il punto più alto in corrispondenza del passaruota posteriore, per poi ridiscendere accompagnando con sé la linea del terzo volume.
L'abitabilità interna, invece, rimase all'incirca sugli stessi livelli della Rekord B nonostante il leggero aumento del passo (3 centimetri in più) e i circa 6 centimetri in più in larghezza. Una delle particolarità salienti all'interno dell'abitacolo fu il volante a tre razze col piantone imbottito, una misura di sicurezza passiva non così scontata in quegli anni in un'automobile. Il piantone dello sterzo, peraltro, aveva una struttura a "gabbia" progettata per potersi contrarre in caso di arretramento della scatola guida susseguente ad un incidente, in modo da minimizzare il rischio di penetrazione dell'asse sterzo verso il guidatore. Proprio il fattore sicurezza fu infatti una delle priorità in fase di sviluppo del progetto. La capacità del bagagliaio risultò addirittura ridotta rispetto al modello precedente, anche se di poco: ciò fu dovuto più che altro all'aumento della capacità del serbatoio carburante, da 45 a 55 litri.

#### Struttura, meccanica e motori

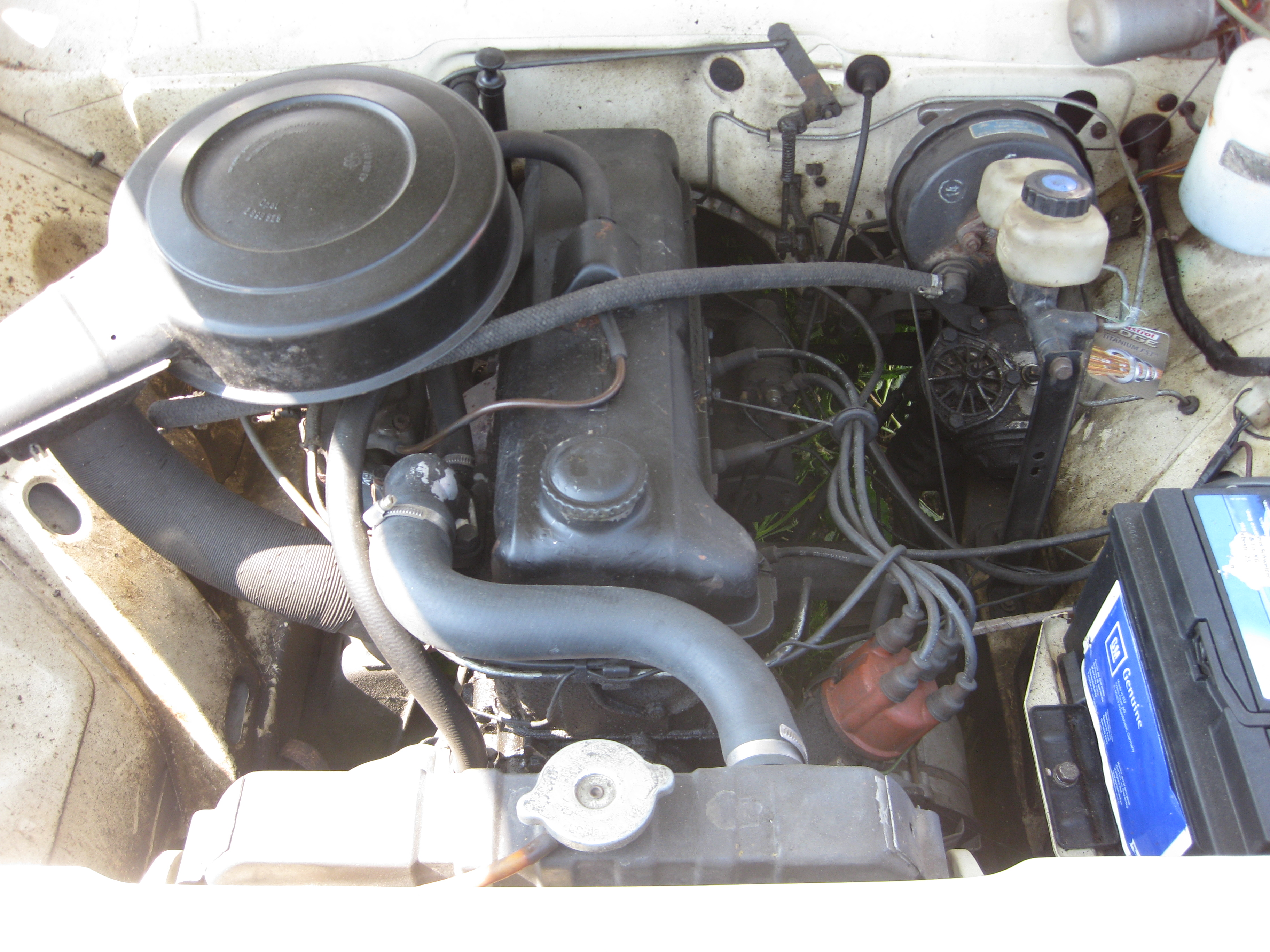
Il vano motore di una Rekord C

Frutto di un progetto totalmente nuovo anche sul piano tecnico, la Rekord C confermò ovviamente la soluzione della struttura a scocca portante, per la prima volta con zone a deformazione programmata sia davanti che dietro, altra importante soluzione relativa alla sicurezza passiva. La Rekord C usufruì poi di una meccanica telaistica con alcune novità assolute. La Rekord C confermò quindi l'avantreno a quadrilateri, sebbene rivisto ed ottimizzato, ma soprattutto abbandonò le molle a balestra nel retrotreno a favore delle più moderne molle elicoidali. Inoltre, le carreggiate vennero leggermente allargate ed il baricentro della vettura abbassato  per una migliore tenuta di strada. L'asse posteriore in sé rimase sempre ad assale rigido, ma con la barra Panhard per contrastare gli scuotimenti laterali che sarebbe stata utilizzata anche sulla Kadett B. L'impianto frenante a doppio circuito frenante, di tipo idraulico e servoassistito, prevedeva, finalmente di serie con tutte le motorizzazioni e livelli di finitura, dischi pieni all'avantreno e tamburi al retrotreno, mentre lo sterzo era del tipo a circolazione di sfere.
Essendo stata già montata sotto il cofano della Rekord B, la nuova gamma motori Opel di fascia medio-alta non rappresentò ormai una novità in senso assoluto, ma rimane il fatto che tale gamma motori fu inizialmente destinata proprio a questo modello e che comunque nella seconda metà degli anni '60 continuò comunque a rivelarsi una gamma motori moderna ed apprezzata dal pubblico (senza contare gli sviluppi in chiave sportiva che questi motori avrebbero avuto nel decennio seguente). La Rekord C debuttò quindi con i seguenti motori, tutti a benzina e tutti alimentati a carburatore:
- 1.5: motore 15N da 1492 cm³ con potenza massima di 58 CV;
- 1.7: motore 17N da 1698 cm³ con potenza massima di 60 CV;
- 1.7 S: motore 17S da 1698 cm³ con potenza massima di 75 CV;
- 1.9 S: motore 19S da 1897 cm³ con potenza massima di 90 CV.

Si noti l'assenza di motori a 6 cilindri: essi vennero dirottati sotto il cofano della Commodore A, in pratica una Rekord C dotata di finiture esterne ed interne superiori e motorizzazioni particolarmente performanti, tutte a 6 cilindri in linea.
Il cambio manuale a con leva sul piantone del volante rimase invece la parte più retrograda in un modello altrimenti assolutamente moderno per quegli anni; al debutto, con la più lenta motorizzazione 1.5 era offerto su alcuni mercati, di base, anche a tre marce (la quarta marcia con supplemento di prezzo). Il cambio con leva sul tunnel centrale fu offerto invece sempre a 4 marce. Un'ulteriore variante di cambio fu l'automatico Powerglide a 2 rapporti, previsto però solo in abbinamento al motore da 1,9 litri. Ed ancora, fu disponibile a richiesta la frizione automatica Olymat.

### Carriera commerciale
La Rekord C fu disponibile fin dall'inizio in sei varianti di carrozzeria: berlina a 2 porte, berlina a 4 porte, coupé, giardinetta a 3 porte, giardinetta a 5 porte e furgonetta. Presente fin da subito anche l'allestimento L (Luxus), che per la prima volta fu abbinato anche alla versione Caravan, la quale, come si è visto, poté essere per la prima volta ordinata anche con carrozzeria a cinque porte.
L'assenza di un motore a 6 cilindri venne compensata nel dicembre del 1966 con l'arrivo di un'unità d 2,2 litri in grado di erogare fino a 95 CV di potenza massima. Nei mesi successivi, tale motorizzazione andò a costituire la base di gamma delle prime Commodore, divenendo così il punto di contatto fra le gamme dei due modelli. Nel settembre del 1967 debuttò la versione Sprint, con carrozzeria berlina a 2 o a 4 porte, oppure come coupé. Il motore della Sprint fu un 1.9 derivato da quello già esistente, ma con potenza massima portata a 106 CV. Dal gennaio 1968 la motorizzazione di base venne abbinata anche ad una versione più economica con allestimento spartano, mentre nel luglio dello stesso anno la motorizzazione di punta scomparve dai listini. Il mese seguente, il cambio automatico a 2 rapporti lasciò il posto ad un più moderno automatico a 3 rapporti, sempre abbinabile solo al motore 1.9 da 90 CV. All'inizio del 1969 vi fu un leggero incremento di potenza per le due motorizzazioni minori: il 1.5 salì a 60 CV di potenza, mentre il 1.7 raggiunse quota 66 CV. In primavera, gli interni subirono alcune rivisitazioni, mentre un anno e mezzo dopo le versioni berlina e coupé poterono essere ordinate anche con tetto in vinile nero. Furono gli ultimi aggiornamenti significativi alla gamma: dopo il lancio, nell'estate 1971, di una serie limitata denominata Holiday ed equipaggiata con il motore 1.9 da 90 CV, la gamma si avviò rapidamente al suo pensionamento: a settembre venne tolta di listino la versione Sprint, mentre a dicembre la produzione della Rekord C cessò definitivamente.
La produzione totale della Rekord C può essere riassunta nella seguente tabella:
| Opel Rekord C: esemplari prodotti |            |         |                |                |            |           |
| Berlina 2p                        | Berlina 4p | Coupé   | Giardinetta 3p | Giardinetta 5p | Furgonetta | Totale    |
| 551.610                           | 327.746    | 139.281 | 131.619        | 102.905        | 21.201     | 1.274.362 |

### Tabella riepilogativa
Di seguito vengono riepilogate le caratteristiche della Rekord C nell'arco della sua carriera commerciale. I prezzi sono in DM e si riferiscono al livello di allestimento meno caro e al momento del debutto nel mercato tedesco:
| Opel Rekord C (1966–71) |             |        |            |                |                |                    |              |                     |                    |                    |                          |
| Modello                 | Carrozzeria | Motore | Cilindrata | Potenza CV/rpm | Coppia Nm/rpm  | Massa a vuoto (kg) | Velocità max | Acceler. 0–100 km/h | Consumo (l/100 km) | Anni di produzione | Prezzo all'epoca (in DM) |
| Rekord 1.5              | Berlina 2p  | 15N    | 1492       | 58/4800        | 105/2500       | 1.025              | 133          | 26"                 | 11                 | 08/1966-12/1968    | 7.590                    |
| Rekord 1.5              | Berlina 2p  | 15N    | 1492       | 60/5200        | 105/2500       | 1.025              | 136          | 24"                 | 11                 | 01/1969-12/1971    | 7.697                    |
| Rekord 1.5              | Berlina 4p  | 15N    | 1492       | 58/4800        | 105/2500       | 1.045              | 133          | 26"                 | 11                 | 08/1966-12/1968    | 8.065                    |
| Rekord 1.5              | Berlina 4p  | 15N    | 1492       | 60/5200        | 105/2500       | 1.045              | 136          | 24"                 | 11                 | 01/1969-12/1971    | 8.008                    |
| Rekord 1.5              | Giardinetta | 15N    | 1492       | 58/4800        | 105/2500       | 1.090              | 130          | 28"                 | 11,5               | 08/1966-12/1968    | 7.950                    |
| Rekord 1.5              | Giardinetta | 15N    | 1492       | 60/5200        | 105/2500       | 1.090              | 133          | 26"                 | 11,5               | 01/1969-12/1971    | 8.064                    |
| Rekord 1.5              | Furgonetta  | 15N    | 1492       | 58/4800        | 105/2500       | 1.130              | 133          | 28"                 | 11,5               | 08/1966-12/1968    | 7.460                    |
| Rekord 1.5              | Furgonetta  | 15N    | 1492       | 60/5200        | 105/2500       | 1.130              | 133          | 26"                 | 11,5               | 01/1969-12/1971    | 7.570                    |
| Rekord 1.7              | Berlina 2p  | 17N    | 1698       | 60/4600        | 118/2300       | 1.025              | 138          | 22"                 | 11,5               | 08/1966-12/1968    | 7.630                    |
| Rekord 1.7              | Berlina 2p  | 17N    | 1698       | 66/5300        | 118/2300       | 1.025              | 141          | 20"                 | 11,5               | 01/1969-12/1971    | 7.735                    |
| Rekord 1.7              | Berlina 4p  | 17N    | 1698       | 60/4600        | 118/2300       | 1.045              | 138          | 22"                 | 11,5               | 08/1966-12/1968    | 8.105                    |
| Rekord 1.7              | Berlina 4p  | 17N    | 1698       | 66/5300        | 118/2300       | 1.045              | 141          | 20"                 | 11,5               | 01/1969-12/1971    | 8.220                    |
| Rekord 1.7              | Giardinetta | 17N    | 1698       | 60/4600        | 118/2300       | 1.090              | 135          | 24"                 | 12                 | 08/1966-12/1968    | 7.990                    |
| Rekord 1.7              | Giardinetta | 17N    | 1698       | 66/5300        | 118/2300       | 1.090              | 138          | 22"                 | 12                 | 01/1969-12/1971    | 8.065                    |
| Rekord 1.7              | Furgonetta  | 17N    | 1698       | 60/4600        | 118/2300       | 1.130              | 135          | 24"                 | 12                 | 08/1966-12/1968    | 7.500                    |
| Rekord 1.7              | Furgonetta  | 17N    | 1698       | 66/5300        | 118/2300       | 1.130              | 138          | 22"                 | 12                 | 01/1969-12/1971    | 7.575                    |
| Rekord 1.7 S            | Berlina 2p  | 17S    | 1698       | 75/5200        | 130/2700       | 1.025              | 150          | 18"                 | 11,5               | 08/1966-12/1971    | 8.480                    |
| Rekord 1.7 S            | Berlina 4p  | 17S    | 1698       | 75/5200        | 130/2700       | 1.025              | 150          | 18"                 | 11,5               | 08/1966-12/1971    | 8.955                    |
| Rekord 1.7 S            | Coupé       | 17S    | 1698       | 75/5200        | 130/2700       | 1.090              | 153          | 18"                 | 11,5               | 08/1966-12/1971    | 8.850                    |
| Rekord 1.7 S            | Giardinetta | 17S    | 1698       | 75/5200        | 130/2700       | 1.090              | 148          | 20"                 | 12                 | 08/1966-12/1971    | 8.595                    |
| Rekord 1.7 S            | Furgonetta  | 17S    | 1698       | 75/5200        | 130/2700       | 1.130              | 148          | 20"                 | 12                 | 08/1966-12/1971    | 8.105                    |
| Rekord 1.9 S            | Berlina 2p  | 19S    | 1897       | 90/5100        | 140/ 2500-3100 | 1.025              | 158          | 16"                 | 12                 | 08/1966-12/1971    | 9.025                    |
| Rekord 1.9 S            | Berlina 4p  | 19S    | 1897       | 90/5100        | 140/ 2500-3100 | 1.025              | 158          | 16"                 | 12                 | 08/1966-12/1971    | 9.500                    |
| Rekord 1.9 S            | Coupé       | 19S    | 1897       | 90/5100        | 140/ 2500-3100 | 1.085              | 161          | 16"                 | 12                 | 08/1966-12/1971    | 8.975                    |
| Rekord 1.9 S            | Giardinetta | 19S    | 1897       | 90/5100        | 140/ 2500-3100 | 1.090              | 155          | 18"                 | 12,5               | 08/1966-12/1971    | 9.560                    |
| Rekord 1.9 S            | Furgonetta  | 19S    | 1897       | 90/5100        | 140/ 2500-3100 | 1.130              | 155          | 18"                 | 12,5               | 08/1966-12/1971    | 9.070                    |
| Rekord 1.9 Sprint       | Berlina 2p  | 19HL   | 1897       | 106/5600       | 160/3650       | 1.025              | 171          | 12"                 | 14                 | 09/1967-12/1971    | 9.775                    |
| Rekord 1.9 Sprint       | Berlina 4p  | 19HL   | 1897       | 106/5600       | 160/3650       | 1.025              | 171          | 12"                 | 14                 | 09/1967-12/1971    | -                        |
| Rekord 1.9 Sprint       | Coupé       | 19HL   | 1897       | 106/5600       | 160/3650       | 1.090              | 171          | 12"                 | 14                 | 09/1967-12/1971    | 9.862                    |
| Rekord 2.2              | Berlina 2p  | 22N    | 2239       | 95/4800        | 160/3200       | 1.080              | 163          | 15"                 | 13                 | 12/1966-07/1968    | -                        |
| Rekord 2.2              | Berlina 4p  | 22N    | 2239       | 95/4800        | 160/3200       | 1.080              | 163          | 15"                 | 13                 | 12/1966-07/1968    | -                        |
| Rekord 2.2              | Coupé       | 22N    | 2239       | 95/4800        | 160/3200       | 1.145              | 167          | 15"                 | 13                 | 12/1966-07/1968    | -                        |
| Rekord 2.2              | Giardinetta | 22N    | 2239       | 95/4800        | 160/3200       | 1.170              | 160          | 17"                 | 13,5               | 12/1966-07/1968    | -                        |

### Le altre Rekord C

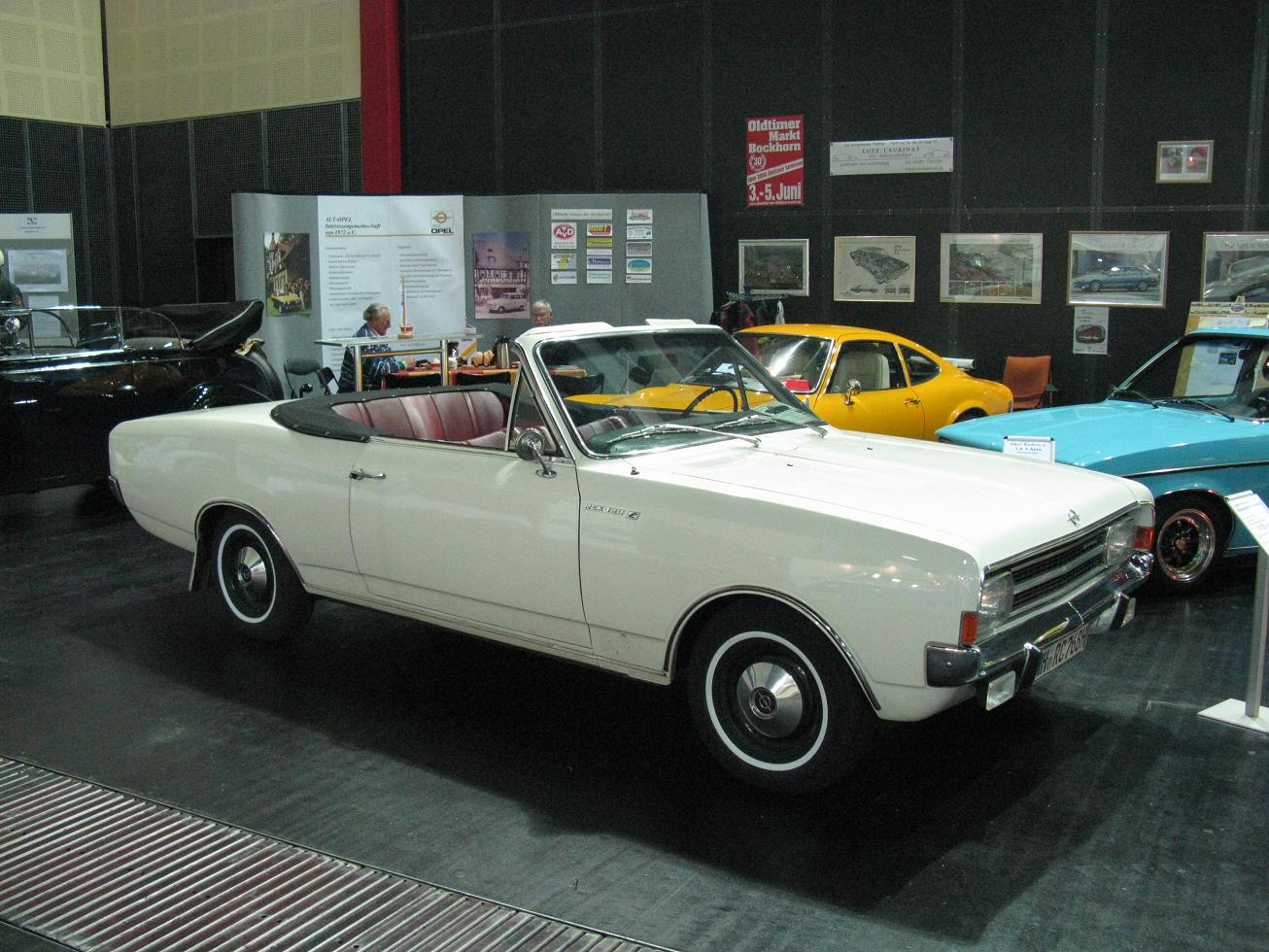
Una cabriolet realizzata in pochi esemplari dal carrozziere Deutsch

Dal 1967 fu possibile far trasformare la propria Rekord C con carrozzeria berlina a 2 porte in una cabriolet a 2 posti più 2. Autore di questa trasformazione fu il carrozziere Deutsch di Colonia.
La Rekord C fu prodotta anche in altri stabilimenti nel mondo e in alcuni casi con altre denominazioni. Uno di questi stabilimenti fu quello svizzero di Bienne, dove anche le due precedenti generazioni di Opel Rekord vennero prodotte. Inoltre, nello stabilimento GM di Anversa, in Belgio, la Rekord C fu prodotta, ma con marchio Ranger, fino a fine carriera del modello principale. La Ranger qui prodotta montava motori da 1.7 litri e 84 CV, oppure da 1.9 litri e 102 CV, o ancora da 2.5 litri e 140 CV.
Al di fuori dell'Europa, la Rekord C fu prodotta anche in Sudafrica, presso lo stabilimento GM di Port Elizabeth, dove la vettura venne anche in questo caso commercializzata con il marchio Ranger. I motori utilizzati in questo caso furono un 2.1 da 90 CV e un 2.5 disponibile nelle potenze di 105 e 118 CV. La Rekord C venne prodotta anche in Brasile con il nome di Chevrolet Opala, che si distinse dalla Rekord C europea fondamentalmente per il frontale a proiettori tondi racchiusi in un alloggiamento quadrato, un po' come stava succedendo nelle contemporanee Kadett B. La Chevrolet Diplomata fu una Opala con allestimento particolarmente lussuoso, sempre prodotta in Brasile. Ed infine, la Chevrolet Royale fu una Rekord C prodotta in Iran.